# Église Saint-Michel de Birchover
L'église Saint-Michel de Birchover est une église paroissiale anglicane située à Birchover dans le Derbyshire, en Angleterre. Il s'agit d'un monument classé de Grade II.

## Historique
L'église est bâtie peu avant 1717 par Thomas Eyre, le propriétaire du domaine de Rowtor. En 1864, l'église est reconstruite et le chœur est ajouté. Le vitrail de la fenêtre est, fabriqué par Alfred D Hemming de Londres, est installé en 1868. Le sol du chœur est rénové par Ashford Marble Works. Les fenêtres du côté sud ont des vitraux de Brian Clarke en 1977. Ces fenêtres ont été fabriquées pour l'église et données par l'artiste, qui avait vécu dans le presbytère, Rowtor Hall, entre 1975 et 1977.

## Orgue
L'orgue de l'église est installé par Wadsworth and Brothers. Il est utilisé pour la première fois le 29 janvier 1905. Une description plus détaillée de cet orgue se trouve dans le National Pipe Organ Register.

## Paroisse
L'église Saint-Michel de Birchover partage sa paroisse avec :
- l'église de la Sainte-Trinité de Santon-in-Peak
- l'église Saint-Michel et de Tous-les-Anges de Middleton-by-Youlgreave
- l'église Tous-les-Saints de Youlgreave